# Клодиус, Христиан Август Генрих
Христиан Август Генрих Клодиус (нем. Christian August Heinrich Clodius; 21 сентября 1772, Альтенбург — 30 марта 1836, Лейпциг) — немецкий философ и поэт.
Сын поэта Кристиана Августа Клодиуса и писательницы Юлии Клодиус, урождённой Штольцель. Получив начальное образование у своей одарённой матери, уже в пятнадцатилетнем возрасте он поступил в Лейпцигский университет и в 1795 году стал доцентом философии. С 1800 года — экстраординарный, с 1811 года — ординарный профессор философии в родном университете. Приверженец, а позже — противник Канта.
Его основные философские труды — книга «О Боге в природе, в истории человечества и в сознании» (нем. «Von Gott in der Natur, in der Menschengeschichte und im Bewußtsein»; 1818—1822) и более ранние «Основы всеобщего учения о религии» (нем. «Grundriß der allgemeinen Religionslehre»; 1808), в которых Клодиус утверждает первоначально-религиозный характер человеческого сознания и все философские истины выводит из религиозного чувства. Клодиусу принадлежат, кроме того, «Набросок систематической поэтики» (нем. «Entwurf einer systematischen Poetik»; 1804), книга стихотворений, опубликованная посмертно аллегорическая поэма «Эрот и Психея», а также перевод на немецкий язык басен Лафонтена.
Кроме того, Клодиус известен тем, что он совместно с Гёшеном дополнил оставшуюся незавершённой автобиографию Зойме и в 1815 году издал стихотворные сочинения Зойме.